# Catreo
En la mitología griega, Catreo (en griego Κατρεύς) fue un rey de Creta, hijo primogénito y sucesor de Minos y Pasífae. Era padre de Aérope, Clímene, Apemósine y Altémenes.
Apolodoro nos cuenta que un oráculo le había advertido de que moriría a manos de uno de sus hijos. Pese a que intentó ocultar el oráculo a sus hijos, Altémenes y Apemósine se enteraron, y para evitar que se cumpliera el vaticinio se trasladaron voluntariamente a Rodas, donde fundaron Cretinia, en recuerdo de su patria. Por otra parte, Catreo procedió a entregar a un comerciante, Nauplio, a las otras dos hijas, para que las vendiera como esclavas en el extranjero. Aérope fue entregada (o vendida) por Nauplio a Plístenes, rey de Argos y padre de Atreo. A la muerte de Plístenes, casó con Atreo; de esta unión nacieron Menelao y Agamenón (de Aérope, Atreo y Tiestes circulan versiones diferentes). Clímene se casó con Nauplio y juntos concibieron a Éax y Palamedes.
Pero los años fueron pasando y viejo ya, Catreo deseó legar el trono a su hijo. De manera que salió en su busca y se hizo a la mar, rumbo a Rodas. Cuando desembarcó rodeado de sus seguidores, unos boyeros les confundieron con piratas que pretendían hacerse con su ganado. Y aunque protestó e intentó dar a conocer su verdadera identidad, el ladrido de los perros que cuidaban el ganado impidió que sus atacantes le entendieran, por lo que procedieron a lapidarlos. Por fin, apareció Altémenes, que remató al viejo con su jabalina. Cuando el pobre hombre se enteró de lo que había hecho, fue tragado por la tierra a petición propia. El oráculo, como en tantas ocasiones, inexorablemente, se cumplió.
Diodoro Sículo nos da una versión parecida pero varía en el origen del receptor del oráculo, que sería Altémenes y no el propio Catreo y de igual manera Atémenes se enteró de esta forma de que estaría destinado a matar a su padre Catreo. Apolodoro nos dice que Menelao, el nieto de Catreo, se encontraba en Creta presidiendo el funeral de su abuelo y fue en este momento cuando Paris decidió raptar a Helena. Otros dicen que el Nauplio que vendió a las hijas de Catreo no fue el hijo de Poseidón, sino otro descendiente del anterior (Nauplio, hijo de Clitoneo).